# D細胞
D細胞（Delta cells，亦可寫作δ-cells或D cells）是一類可以分泌體抑素（somatostatin）的內分泌腺上皮細胞。D在胃、腸道，以及胰島中都有分佈。在人的胰島中，D細胞遍佈整個胰島。與之形成對比的是，在齧齒類的胰島中，D細胞多分佈在邊緣區。不過，在人和鼠體內，胰島B細胞分泌的肽類激素3型尿皮素（Urocortin3, Ucn3）（值得注意的是，靈長類的胰島A細胞也能分泌Ucn3）都能誘導體抑素的分泌。食慾素也可以刺激D細胞分泌體抑素，進而間接抑制胰島素的釋放。
在電鏡下觀察可以發現，相比胰島B細胞，D細胞體積較小，但細胞內顆粒的密度略大。通過馬洛里染色（Mallory Staining）可以區分胰島中的A細胞、B細胞、D細胞。
胃中的D細胞含有能響應促胃液素（gastrin）信號的膽囊縮素B受體（CCKBR）以及能響應乙酰膽鹼（Ach）信號的M3受體。這些受體能調控D細胞分泌的體抑素的水平。另外，舒血管肠肽（vasoactive intestinal peptide, VIP）可以刺激D細胞分泌體抑素。
D細胞分泌的體抑素能通過G蛋白偶聯受體刺激胃部的壁細胞（parietal cells），抑制腺苷酸环化酶的活性，使得組織胺的作用效果減弱，進而抑制胃酸的分泌。另外，D細胞還可以通過抑制促胃液素、促胰液素（secretin）、組織胺等激素的分泌間接減少胃酸的分泌。體抑素的最終生理效果是大幅減慢消化的速度。

## 臨床特徵
D細胞形成的腫瘤稱爲生長抑素瘤。
感染幽門螺旋桿菌的患者，胃竇區域會局部發炎。而胃中的D細胞主要就分佈在該區域。幽門螺旋桿菌會通過菌體內的脲酶產生氨氣保護自身免受胃酸的破壞。氨氣與胃酸中的鹽酸反應後會產生對人體細胞有毒害作用的銨鹽。銨鹽的毒性會造成胃竇區的D細胞大量死亡，使得體內體抑素的水平大大降低。隨後，促胃液素的水平因為體抑素負調控降低升高，胃酸分泌量在其促進下會升高。過量的胃酸加上銨鹽的毒害作用，造成胃壁潰瘍的病理結果。